# Fortaleza Zindan
Fortaleza de Zindan o la Fortaleza Redonda es parte de la Fortaleza de Lankaran construida en el siglo XVIII. Esta fortaleza, al igual que otra similar, actualmente utilizada como faro, eran las fortalezas meridional y septentrional del sistema de la Fortaleza de Lankaran. Tras la ocupación por tropas rusas, la Fortaleza de Lankaran fue destruida y, como consecuencia, las fortalezas fueron divididas. En 1869, se instaló una linterna en el techo de la fortaleza conocida como la fortaleza septentrional, comenzando a usarse como faro. Actualmente, el faro está bajo la jurisdicción de la Caspian Shipping Company. La Fortaleza de Zindan fue utilizada como prisión desde 1869 hasta 1959. Según algunos informes, a principios del siglo XX, Iósif Stalin cumplió su condena aquí.  Por el Decreto n.º 132 del Gabinete de Ministros de la República de Azerbaiyán, con fecha de 2 de agosto de 2001, la fortaleza está protegida por el estado y se incluye en la lista de monumentos arquitectónicos.

## Información general
La fortaleza redonda se construyó simultáneamente con la Fortaleza de Lankaran en el siglo XVIII. El segundo edificio similar a este funciona actualmente como faro. Estas dos fortalezas desempeñaban el papel de bastiones a ambos lados del sistema general de las Fortalezas de Lankaran. Según algunos informes, fueron construidos como bastiones de la Fortaleza de Lankaran por orden de Nadir Shah. Jugó un papel importante como bastión defensivo en las guerras que tuvieron lugar aquí hasta 1869. Tras la ocupación de Lankaran por las tropas rusas, las murallas de la fortaleza común fueron destruidas y la fortaleza militar fue liquidada. Desde 1869, la Fortaleza Redonda (torre) comenzó a usarse como prisión. Se instaló una linterna en la parte superior de otra fortaleza y comenzó a funcionar como faro.
Los prisioneros eran llevados a la Torre Redonda por un túnel subterráneo secreto que la conectaba con el faro. En este túnel, dos personas podían moverse libremente a su altura completa. Posteriormente, debido al flujo de aguas subterráneas, el túnel se volvió inutilizable. La altura de la Fortaleza Redonda es de 20 metros, el diámetro de 72 metros, el grosor de las paredes de carga en la parte inferior es de 2,8 metros, y en la parte superior de 1,5 metros. Las vallas alrededor de la Fortaleza de Zindan y el Faro de Lankaran formaban la parte frontal de la Fortaleza de Lankaran. Aunque la prisión fue diseñada para 140 prisioneros, a veces se mantenían hasta 310 personas. Según algunos informes, en 1903–1904, Iósif Stalin cumplió su condena aquí, condenado por robar un tren de correo. Posteriormente, con la ayuda de sus camaradas, logró escapar. La fortaleza fue utilizada como prisión incluso después de la ocupación soviética de Azerbaiyán. La fortaleza fue llamada "Zindan"